# Brücke nach Terabithia
Brücke nach Terabithia (Originaltitel: Bridge to Terabithia) ist ein US-amerikanisches Filmdrama für Kinder mit Elementen aus dem Bereich der Fantasy, das 2006 von Walt Disney Pictures (Hal Lieberman Company, Lauren Levine Productions Inc.) und Walden Media produziert wurde. Der Film startete am 16. Februar 2007 in den US-Kinos und am 1. März 2007 in den deutschen Kinos (Verleih: Constantin Film). Die Produktionskosten beliefen sich auf 20 Millionen US-Dollar. Weltweit spielte er in etwa 137 Millionen US-Dollar ein.
Die Handlung des Films ist dem 1977 erschienenen Kinderbuch Die Brücke nach Terabithia (orig.: Bridge to Terabithia) von Katherine Paterson entnommen, das in Teilen auf den Kindheitserlebnissen ihres Sohnes basiert. Katherine Patersons Sohn, David L. Paterson, schrieb das Drehbuch und produzierte den Film.
Obwohl der Film ohne Altersbeschränkung frei gegeben wurde, kann er für Kinder unter 10 Jahren emotional belastend sein.

## Handlung
Der zehnjährige Jess Aarons wird in seiner Familie gegenüber seinen vier Schwestern von seinen Eltern vernachlässigt. Auch in der Schule ist er ein Außenseiter und hat keine richtigen Freunde. Als schnellster Läufer seiner Klasse will er sich bei seinen Mitschülern Anerkennung verschaffen, was nicht gelingt, denn seine neu zugezogene, gleichaltrige Nachbarin Leslie läuft schneller als er und gewinnt das wichtige Rennen. Obwohl sich beide zunächst gar nicht verstehen, schafft es Leslie Burke, die ebenso an der neuen Schule eine Außenseiterin ist, sich mit Jess anzufreunden.
Leslie besitzt eine überschäumende Phantasie und entdeckt Jess’ geheimgehaltene Leidenschaft für die Malerei. Gemeinsam schaffen sie sich im nahegelegenen Wald ein Phantasiereich, das sie Terabithia nennen. Hier können sie die Sorgen aus der Schule und Familie vergessen und herrschen als König und Königin über ein Land voll mit Trollen, Riesenmenschen und anderen seltsamen Kreaturen. In diesem Land bestehen sie zahlreiche Abenteuer und Kämpfe mit Phantasiewesen (die mittels aufwändiger Computeranimation real im Film auftreten). Das Land lässt sich jedoch nur erreichen, wenn man sich mit einem alten Seil über einen Fluss schwingt.
Als Jess eines Tages von einem Museumsbesuch mit seiner Lehrerin Miss Edmunds zurückkommt, erfährt er, dass Leslie tot am Fluss aufgefunden wurde. Das Seil riss, als sie sich allein hinüberschwingen wollte, und sie schlug mit dem Kopf auf einen Stein auf. Als sie gefunden wurde, konnte ihr niemand mehr helfen. Jess ist tieftraurig, verzweifelt und hat schwere Schuldgefühle, weil er seine Freundin nicht gefragt hat, ob sie mit ins Museum kommen möchte. Da zu Hause und in der Schule alle von der tiefen Freundschaft der Kinder wussten, wird auf ihn nun plötzlich stark Rücksicht genommen, was ihm aber nicht hilft.
Es dauert lange, bis er es schafft, seine Trauer und seine Schuldgefühle zu überwinden. Schließlich gelingt es ihm aber, weil ihm seine ungebrochene Freundschaft zu Leslie die Kraft dazu gibt. Er baut eine Brücke nach Terabithia und macht seine kleine Schwester May Belle zur neuen Prinzessin des Landes. Auf diese Weise führt er das Werk Leslies fort und sie bleibt für ihn unsterblich.

## Synchronisation
| Rolle               | Schauspieler    | Synchronstimme        |
| ------------------- | --------------- | --------------------- |
| Jesse „Jess“ Aarons | Josh Hutcherson | Kevin Iannotta        |
| Leslie Burke        | AnnaSophia Robb | Lara Wurmer           |
| Jack Aarons         | Robert Patrick  | Thorsten Nindel       |
| May Belle Aarons    | Bailee Madison  | Milla Weiler          |
| Ms. Edmunds         | Zooey Deschanel | Jessica Schwarz       |
| Bill Burke          | Latham Gaines   | Thomas Darchinger     |
| Janice Avery        | Lauren Clinton  | Malika Bayerwaltes    |
| Mrs. Myers          | Jen Wolfe       | Eva Maria Bayerwaltes |

## Hintergrundinformationen
- Die Freigabe FSK 0 erscheint bei einem Film, der Kinder durch den Tod einer Hauptperson stark fordert, durchaus etwas fragwürdig. Sofern die Buchvorlage nicht bekannt ist, kommt Leslies Tod für den Zuschauer völlig unerwartet und ist, gerade für jüngere Kinder nur schwer zu verarbeiten. Manche Medien-Ratgeber empfehlen Eltern oder Erziehungsberechtigten, sich den Film erst alleine anschauen, um dann zu entscheiden, ob er geeignet ist,[3] oder sprechen direkt eine Altersempfehlung für Kinder ab 10 Jahren aus.[4]

- Bereits 1985 erschien ein 60-minütiger TV-Film Bridge to Terabithia nach dem Drehbuch von Katherine Paterson und Nancy Sackett. Regie führte Eric Till. Miss Edmunds wurde dabei von Annette O’Toole dargestellt.
- Die visuellen Effekte stammen von Weta Digital, gedreht wurde der Film in Neuseeland. Für Gabor Csupo, gebürtiger Ungar, ist es sein Filmdebüt als Spielfilmregisseur.
- Die Museumsszene wurde vor dem Auckland War Memorial Museum (Außenaufnahme) und in der Auckland Art Gallery (Ausstellungsräume) gedreht.[6]
- Das Stück Keep Your Mind Wide Open aus dem Soundtrack zum Film wird von der jungen Hauptdarstellerin AnnaSophia Robb selbst gesungen. Es ist ihr Debüt im Musikbereich.
- Regisseur Gabor Csupo und Produzent David L. Paterson haben sich in einem Interview mit dem Internetmagazin SCI FI Wire von der Vermarktung des Filmes distanziert. Laut Csupo ginge die Werbung etwas zu weit, den Film als Fantasyfilm darzustellen. Produzent Paterson zeigte sich überrascht, äußerte aber auch Verständnis:

Although there is a generation that is very familiar with book, if you are over 40, then you probably haven’t, and we need to reach them.

„Obwohl eine Generation mit dem Buch sehr vertraut ist, sind es die über 40-jährigen wahrscheinlich nicht und die müssen wir erreichen.“

- Buchautorin Katherine Paterson sagt folgendes über den Trailer und den Film:

Well, that was the thing I was most afraid of. And if you’ve seen the trailer, my word. I’m just telling everybody I know, ‘Don’t see the trailer, don’t see the trailer’. Because it’s exactly what the trailer ends up making you think, is that it’s this glorified fantasy adventure with nothing but special effects, and that’s not what we ended up with in this movie. We’ve ended up with a movie about a friendship between a boy and a girl who develop an imaginary kingdom, and the girl dies, and the boy has to deal with his loss, which is the story of the book.

„Davor hatte ich am meisten Angst, und wer sich den Trailer ansieht, muss mir zustimmen. Ich sage jedem, den ich kenne, ‚Schau dir bloß nicht den Trailer an, schau dir bloß nicht den Trailer an‘. Denn das, was er dich glauben machen will, ist: dass es sich lediglich um ein überladenes Fantasy-Abenteuer handelt, das nichts als Spezialeffekte aufbieten kann. Aber genau das macht den Film eben nicht aus. Er erzählt vielmehr von einer Freundschaft zwischen einem Jungen und einem Mädchen, die gemeinsam ein imaginäres Königreich erschaffen. Und als das Mädchen stirbt, muss der Junge mit dem Verlust fertig werden. Und das entspricht der Geschichte des Buches.“

- Brücke nach Terabithia wurde am 3. April 2010 auf ProSieben erstmals im deutschen Free-TV ausgestrahlt. Der Film wurde von 2,98 Millionen Zuschauern gesehen, was einen Marktanteil von 18,2 Prozent in der Zielgruppe der 14- bis 49-Jährigen ergab.[9]

## Kritiken
„Ein durch seine ernsthafte Auseinandersetzung mit dem Tod beeindruckender Jugendfilm nach einem Kinderbuch, der durch Zugeständnisse an den Zeitgeschmack des Mainstream-Kinos am Ende etwas zu dick aufträgt, aber sensibel die Lebenswirklichkeit und das Verständnis von Kindern auch für kaum fassbare Situationen einfängt.“

„Fälschlicherweise als actionlastiges Fantasy-Abenteuer für ein junges Kinopublikum vermarktet, überzeugt ‚Brücke nach Terabithia‘ mit seiner ernsthaften Annäherung an die kindliche Gefühlswelt.“

„So ist mit ‚Brücke nach Terabithia‘ eine überzeugende Mischung aus charmant unterhaltsamer Abenteuergeschichte, ernsten Themen und fein dosierter Fantasy gelungen, die zwar mit aufgemotzten Computeranimationen gewürzt ist, von diesen aber nie dominiert wird. Neben der ebenso sensiblen wie unterhaltsamen Geschichte ist der jugendliche Cast ganz eindeutig das zweite große Plus des Films.“

„Regisseur Gabor Csupo zeigt glaubhaft die Probleme der Kinder auf dem Weg zum Erwachsenwerden: Eifersucht auf Geschwister, Erwartungen der Eltern, Mobbing in der Schule.“

„‚Brücke nach Therabithia‘ ist ein Film über den Umgang mit den Ungerechtigkeiten des Lebens und wie man mit ihnen klarzukommen versucht. Er bewegt sich trotz der verheißungsvollen Thematik nur an den äußeren Grenzen des Fantasy-Genres.“

„Der Film beeindruckt durch die Ernsthaftigkeit, mit der er seine Protagonisten zeigt (nicht einmal Jess’ strenger Vater oder die engagierte Junglehrerin geraten zum Klischee), und der erstaunlichen Ehrlichkeit, mit der der Tod behandelt wird.“

„‚Brücke nach Terabithia‘ ist etwas für nicht mehr ganz kleine Kinder, denen man Themen wie Gewalt in der Schule, erste Liebe und Tod zumuten kann. Nichts wirkt konstruiert, alles geschieht beiläufig“

## Filmbesucherzahlen
| Land           | Besucher 2007 |
| -------------- | ------------- |
| USA            | 11.958.203    |
| Frankreich     | 1.056.451     |
| Großbritannien | 941.380       |
| Spanien        | 742.262       |
| Italien        | 418.102       |
| Deutschland    | 263.751       |
| Polen          | 229.752       |
| Türkei         | 68.267        |
| Belgien        | 65.007        |
| Tschechien     | 61.121        |
| Ungarn         | 55.158        |
| Österreich     | 26.285        |